# 클로드발드
클로드발드 폰 쾰른(Clodebald Von Kolne) 또는 클로드보(Claudebaud, ? - ?)는 프랑크의 왕족으로 메로빙거 왕조 출신이다.
살리 프랑크 족의 왕자로 파라문두스의 손자이자 클로디오 5세의 아들이며, 살리 프랑크 족의 군주 메로베우스 1세의 동생이었다. 그러나 메로베우스 1세와 클로디오 5세의 관계에 대해서는 이견도 있다.

## 가족 관계
- 조부 : 파라문두스(Paramond)
- 조모 : 아르고타(Argota)
  - 숙부 : 프데데문두스(Fredemundus)
  - 숙부 : 프로트문도(Frotmund)
- 부왕 : 클로디오 5세(Clodion)
- 모후 : 바신느(Basina)
  - 형 또는 이부형 : 메로베우스 1세(Merovech)
- 부인 : 작센의 아말베르가(Amalaberge Von Saxon)

## 같이 보기
- 메로빙거 왕조
- 메로베치
- 클로디온
- 파라몬드